# Ivan Anton Udl
Ivan Anton Udl, slovenski glasbeni pedagog in skladatelj, * 27. december 1814, Jareninski Dol, † 27. november 1869, Varaždin.

## Življenje in delo
Mati mu je bila Babetta de Filpach. Ljudsko šolo je obiskoval v rojstnem kraju (učil ga je oče Anton Janež Udl, ki mu je dal tudi osnovni glasbeni pouk in ga naučil igrati violino in pihala), gimnazijo pa v Varaždinu (1829-1834). Nato je v letih 1835–1836 obiskoval učiteljišče v Gradcu in tu na glasbeni šoli še pouk igranja na orgle (1836-1838). Decembra 1838 je mestni svet Udla, kot dobro znanega organista, na podlagi razpisanega natečaja izbral za mestnega organista v Varaždinu, kar je ostal do smrti, obenem bil tu še učitelj za petje, klavir in godala na mestni glasbeni šoli (1838-1845), od 1845–1866 pa na lastni, ki jo je ustanovil po razpustitvi mestne, vmes je 1842 prevzel še šolsko upravo; od 1842–1850 je bil kapelnik mestnega orkestra, ko je bil ta razpuščen, pa je ustanovil lastnega in z njim pogosto prirejal koncerte. Leta 1852 je bil tu tudi dirigent v gledališču.
Napisal je več klavirskih, orkestralnih in zborovskih skladb. Udlovo delo je zelo pomembno za glasbeno življenje Varaždina in okolice. Vzgojil je več dobrih glasbenikov.